# Julian Reister
Julian Reister (* 2. April 1986 in Hamburg) ist ein ehemaliger deutscher Tennisspieler.

## Leben und Karriere

### 2004–2007: Anfänge auf der Future Tour und ATP-Debüt
Julian Reister begann im Alter von 5 Jahren Tennis zu spielen. Sein erster Trainer war sein Vater Jürgen Reister, der verstarb, als Julian 10 Jahre alt war.
Ab 2004 spielte Reister Future-Turniere und erreichte 2005 sein erstes Einzelfinale bei einem solchen Turnier. Im Doppel gewann er mit Jerome Becker die ersten zwei Titel.
Im Jahr 2006 stand er in zwei weiteren Finals bei Futures und gewann abermals zwei Titel im Doppel. Zudem nahm er aufgrund der verbesserten Weltranglistenposition in diesem Jahr nun auch an Challenger-Turnieren teil und qualifizierte sich im Oktober 2006 in Basel erstmals für das Hauptfeld eines Turniers der ATP Tour. Dort scheiterte er jedoch in der ersten Runde an Guillermo García López. Er stieg dennoch erstmals in die Top 400 der Weltrangliste ein und beendete das Jahr auf Rang 327.
2007 folgten drei weitere Future-Finals sowie ein weiterer Doppelsieg an der Seite von Tobias Kamke. In Basel konnte er sich wie im Vorjahr wieder für das Hauptfeld qualifizieren, erneut scheiterte er jedoch in der ersten Runde an Roko Karanušić. Seine Jahresendwertung war Rang 296.

### 2008–2009: Etablierung auf der Challenger Tour
Er konnte im Januar 2008 bei den Australian Open erstmals an der Qualifikation für ein Grand-Slam-Turnier teilnehmen, wo er jedoch in der zweiten Runde gegen Robin Haase verlor. Der bis dahin größte Erfolg seiner Karriere gelang Reister im September 2008 beim Challenger-Turnier von Trnava, wo er sich zuerst für das Hauptfeld qualifizierte und dann bis ins Finale vorstieß, wo er Alberto Martín unterlag.
Im Februar 2009 erlangte Julian Reister seinen ersten Titel bei einem Future-Turnier. In diesem Jahr nahm er bei drei Grand-Slam-Turnieren an der Qualifikation teil, kam jedoch nie über die zweite Runde hinaus. Zu bemerken ist hierbei sein Sieg über Gastón Gaudio bei der Qualifikation für die US Open 2009, der immerhin fünf Jahre zuvor die French Open gewonnen hatte. Zudem kam er im Juni 2009 in Constanța sowie im September 2009 in Banja Luka jeweils ins Finale eines Challenger-Turniers und erreichte dadurch mit Rang 149 seine bis dahin beste Platzierung in der Weltrangliste.

### 2010: Grand-Slam-Debüt bei French Open und Wimbledon
Das Jahr 2010 begann mit einer erfolgreichen Qualifikation für das ATP-Turnier von Brisbane, gefolgt von einer Erstrundenniederlage gegen Florent Serra. Im Anschluss verpasste Reister erneut die Qualifikation für die Australian Open, im Februar folgte beim Challenger-Turnier von Kasan der Einzug ins Finale von sowohl der Einzel- als auch der Doppelkonkurrenz (an der Seite von Tobias Kamke). Im Mai 2010 konnte sich Julian Reister bei den French Open nach Siegen über Filippo Volandri, Conor Niland sowie Carlos Berlocq erstmals für das Hauptfeld eines Grand-Slam-Turniers qualifizieren, wo er in der ersten Runde den an Nummer 27 gesetzten Feliciano López in drei Sätzen besiegte. In der zweiten Runde besiegte er Olivier Rochus ebenfalls glatt in drei Sätzen und traf dann in der dritten Runde auf den Weltranglistenersten und Titelverteidiger Roger Federer, den er selber als sein Idol bezeichnet. Im ersten Satz konnte Reister noch gut mithalten, verlor dann jedoch klar in drei Sätzen. Für seine Leistungen in Paris erhielt er ein Preisgeld von 42.000 Euro und kletterte in der Weltrangliste auf Platz 129, seine bis dahin beste Platzierung. Einen Monat später scheiterte Reister in Wimbledon nach Siegen über Yannick Mertens und Andrej Martin in der dritten Qualifikationsrunde an Brendan Evans. Er erhielt jedoch als einer von sieben Lucky Losern trotzdem einen Startplatz im Hauptfeld und traf dort in der ersten Runde auf Rik De Voest. Diesen besiegte er in vier Sätzen, unterlag dann aber in der zweiten Runde Xavier Malisse. Bei den German Open am Hamburger Rothenbaum nahe seiner Heimatstadt Reinbek bekam Julian Reister eine Wildcard. Nach Siegen über Daniel Brands und den gesetzten Victor Hănescu erreichte er erstmals in seiner Karriere das Achtelfinale eines ATP-Turniers. Gegen Denis Istomin konnte er zwar den ersten Satz gewinnen und lag auch schon im dritten Satz mit Break vorne, verlor den Satz und das Match letztlich jedoch im Tie-Break. Aufgrund von guten Ergebnisse bei Challenger-Turnieren konnte Reister in den folgenden Monaten bis auf Weltranglistenplatz 102 vorrücken. Im Oktober 2010 traf er beim ATP-Turnier von Montpellier in der ersten Runde auf den an Position 7 gesetzten Richard Gasquet. Reister konnte zwar den ersten Satz gewinnen, verlor das Match aber am Ende nach über zwei Stunden in drei Sätzen.

### 2011: Erster Challenger-Titel und Einzug in die Top 100
Zu Beginn des Jahres 2011 musste Julian Reister aufgrund einer Viruserkrankung mehrere Turniere absagen. Ab Mitte Februar 2011 versuchte Reister, sich für mehrere ATP-Turniere zu qualifizieren, schaffte jedoch nie den Sprung ins Hauptfeld. Bei seinem ersten Sandplatzturnier in dieser Saison, dem Challenger in Monza, fand Reister dann in die Erfolgsspur zurück: Nachdem er in der zweiten Runde noch gegen Federico Delbonis Matchbälle abwehren musste, zog er unter anderem durch einen Sieg über Andreas Beck ins Finale ein. Dort gewann er gegen Lokalmatador Alessio di Mauro seinen ersten Challengertitel, und zog durch diesen Erfolg erstmals in die Top 100 der Weltrangliste ein. Beim ATP-Turnier in München Ende April 2011 spielte sich Reister erfolgreich durch die Qualifikation und erreichte nach einem Sieg über Landsmann Daniel Brands die zweite Runde. Dort konnte er gegen Nikolai Dawydenko den ersten Satz gewinnen, scheiterte jedoch letztlich in drei Sätzen am späteren Turniersieger. Bei den French Open konnte er seinen Erfolg vom Vorjahr nicht wiederholen, sondern schied bereits in der ersten Runde gegen den an Position 15 gesetzten Viktor Troicki aus. Es folgte eine Durststrecke mit sechs Erstrundenniederlagen bei sieben Turnierteilnahmen, unter anderem auch in Wimbledon, wo Reister gegen David Nalbandian verlor. Dadurch fiel er in der Weltrangliste wieder zurück bis auf Rang 156. Erst im Juli 2011 bei seinem Heimturnier in Hamburg, wo er wie im Vorjahr wieder eine Wildcard bekam, fand Julian Reister wieder in die Erfolgsspur zurück: Zunächst gewann er in der ersten Runde gegen Denis Istomin, gegen den er im Vorjahr ausgeschieden war. In der zweiten Runde besiegte er auch den an Position 14 gesetzten Guillermo García López in zwei Sätzen. Im Achtelfinale war dann jedoch wie schon im letzten Jahr Endstation für Reister, als er gegen den späteren Halbfinalisten Michail Juschny ausschied.

### 2012 bis 2016
Im Jahr 2012 nahm Reister nur an zwei ATP-Turnieren in Deutschland teil. In Stuttgart verlor er nach überstandener Qualifikation in der ersten Runde gegen Jérémy Chardy, von dem er ebenfalls eine Woche später in Hamburg, wo er erneut mit Wildcard antrat, besiegt wurde.
2013 war sein erfolgreichstes Jahr im Profitennis. Er konnte sich bei den drei Grand-Slam-Turnieren Australian Open, French Open und in Wimbledon qualifizieren, bei den French Open erreichte er die zweite Runde. In drei weiteren Turnieren, Buenos Aires, Båstad und Hamburg, nahm er im Hauptfeld teil. In Buenos Aires kämpfte er sich bis ins Viertelfinale, wo er sich Tommy Robredo geschlagen geben musste. In Rom, Blois und Trnava gewann er jeweils den Einzeltitel im ATP-Challenger-Turnier. Im November belegte er mit Platz 83 die höchste Platzierung in der Weltrangliste seiner Karriere.
2014 nahm er zwar an zehn Hauptrunden von ATP- und Grand-Slam-Turnieren teil, konnte aber nur ein einziges Mal – in Wimbledon – die zweite Runde erreichen. Seinen Challenger-Titel in Rom verteidigte er erfolgreich. In 2015 nahm Reister nur an wenigen Turnieren teil. In Gstaad gewann er gegen Blaž Kavčič das letzte Mal in seiner Karriere ein Match in einem ATP-Turnier, bevor er gegen Feliciano López ausschied. 2016 konnte er sich für keine Hauptrunde eine ATP-Turniers qualifizieren. Er beendete im Oktober 2016 seine Karriere als professioneller Tennisspieler.

## Karriere als Vereinsspieler
Julian Reister spielte in der Zweiten Tennis-Bundesliga für den TC Logopak Hartenholm, der jedoch 2009 aufgrund finanzieller Probleme den Spielbetrieb einstellen musste. Selbst der Vorschlag der Spieler, auf jegliches Gehalt zu verzichten, konnte den Verein nicht vor dem Aus retten. 2010 spielte Reister zusammen mit seinem damaligen Teamkollegen Tobias Kamke für den Erstligisten TC Blau-Weiss Neuss. Zur Saison 2011 wechselte er dann zum zweifachen Deutschen Meister TK Kurhaus Aachen.
Seit 2018 schlägt er für den Club an der Alster Hamburg auf, davon bis 2021 in der 2. Bundesliga.

## Erfolge
| Legende (Anzahl der Siege)  |
| Grand Slam                  |
| ATP World Tour Finals       |
| ATP World Tour Masters 1000 |
| ATP World Tour 500          |
| ATP World Tour 250          |
| ATP Challenger Tour (5)     |

### Einzel

#### Turniersiege
| Nr. | Datum              | Turnier | Belag | Finalgegner            | Ergebnis        |
| --- | ------------------ | ------- | ----- | ---------------------- | --------------- |
| 1.  | 10. April 2011     | Monza   | Sand  | Alessio di Mauro       | 2:6, 6:3, 6:3   |
| 2.  | 21. April 2013     | Rom     | Sand  | Guillermo García López | 4:6, 6:3, 6:2   |
| 3.  | 16. Juni 2013      | Blois   | Sand  | Dušan Lajović          | 6:1, 6:73, 7:62 |
| 4.  | 22. September 2013 | Trnava  | Sand  | Adrian Ungur           | 7:63, 6:3       |
| 5.  | 10. Mai 2014       | Rom     | Sand  | Pablo Cuevas           | 6:3, 6:2        |